# Gymnochthebius octonarius
Gymnochthebius octonarius är en skalbaggsart som beskrevs av Perkins 1980. Gymnochthebius octonarius ingår i släktet Gymnochthebius och familjen vattenbrynsbaggar. Inga underarter finns listade i Catalogue of Life.